# Élections municipales de 1978 à Montréal
Les élections municipales de 1978 à Montréal se déroulent le 12 novembre 1978. Le maire sortant, Jean Drapeau, déjà en poste depuis 1960, est réélu pour un mandat de quatre ans.
Durant cette élection, le principal opposant au maire sortant est le parlementaire fédéral Serge Joyal, député de Maisonneuve—Rosemont et de Hochelaga—Maisonneuve et de 1974 à 1984.

## Résultats[1]

### Mairie
| Partis             | Partis                          | Candidats          | Vote    | %     |
| ------------------ | ------------------------------- | ------------------ | ------- | ----- |
|                    | Parti civique                   | Jean Drapeau       | 212 345 | 60,89 |
|                    | Groupe d'action municipale (en) | Serge Joyal        | 89 173  | 25,57 |
|                    | Rassemblement des citoyens      | Guy Duquette       | 43 522  | 12,48 |
|                    | Indépendant                     | Louise Gervais     | 1 963   | 0,56  |
|                    | Indépendant                     | Mariette Lapierre  | 1 755   | 0,50  |
|                    |                                 |                    |         |       |
| Votes valides      | Votes valides                   | Votes valides      | 348 758 | 100   |
| Électeurs inscrits | Électeurs inscrits              | Électeurs inscrits | 665 276 |       |

### Conseil municipal
| Parti                                  | Sièges au Conseil municipal |
| -------------------------------------- | --------------------------- |
| Parti civique                          | 52 / 54                     |
| Groupe d'action municipale             | 1 / 54                      |
| Rassemblement des citoyens de Montréal | 1 / 54                      |

## Sources bibliographiques
- (en) Cet article est partiellement ou en totalité issu de l’article de Wikipédia en anglais intitulé « Montreal municipal election, 1978 » (voir la liste des auteurs).